# League of Ireland Cup
Dit artikel geeft een overzicht van de League of Ireland Cup.

## Lijst League of Ireland Cup Finales
| Seizoen   | Winnaar                                            | Score                | Runner-up              |
| --------- | -------------------------------------------------- | -------------------- | ---------------------- |
| 1973/74   | Waterford                                          | 2-1                  | Finn Harps             |
| 1974/75   | Bohemians                                          | 1-1, 2-1             | Finn Harps             |
| 1975/76   | Limerick                                           | 4-1 *                | Sligo Rovers           |
| 1976/77   | Shamrock Rovers                                    | 1-0                  | Sligo Rovers           |
| 1977/78   | Dundalk **                                         | 4-4 *                | Cork Alberts           |
| 1978/79   | Bohemians                                          | 2-0                  | Shamrock Rovers        |
| 1979/80   | Athlone Town                                       | 4-2                  | St. Patrick's Athletic |
| 1980/81   | Dundalk **                                         | 0-0                  | Galway Rovers          |
| 1981/82   | Athlone Town                                       | 1-0                  | Shamrock Rovers        |
| 1982/83   | Athlone Town                                       | 2-1                  | Dundalk                |
| 1983/84   | Drogheda United                                    | 3-1                  | Athlone Town           |
| 1984/85   | Waterford United                                   | 2-1                  | Finn Harps             |
| 1985/86   | Galway United                                      | 2-0                  | Dundalk                |
| 1986/87   | Dundalk                                            | 1-0                  | Shamrock Rovers        |
| 1987/88   | Cork City                                          | 1-0                  | Shamrock Rovers        |
| 1988/89   | Derry City                                         | 4-0                  | Cork City              |
| 1989/90   | Dundalk **                                         | 1-1                  | Derry City             |
| 1990/91   | Derry City                                         | 2-0                  | Limerick               |
| 1991/92   | Derry City                                         | 1-0                  | Bohemians              |
| 1992/93   | Limerick City                                      | 3-1                  | St. Patrick's Athletic |
| 1993/94   | Derry City                                         | 1-0 *                | Shelbourne             |
| 1994/95   | Cork City                                          | 2-1 *                | Dundalk                |
| 1995/96   | Shelbourne **                                      | 2-2 *                | Sligo Rovers           |
| 1996/97   | Galway United                                      | 4-2 *                | Cork City              |
| 1997/98   | Sligo Rovers                                       | 1-0 *                | Shelbourne             |
| 1998/99   | Cork City                                          | 2-1 *                | Shamrock Rovers        |
| 1999/2000 | Derry City                                         | 5-2 *                | Athlone Town           |
| 2000/01   | St. Patrick's Athletic                             | 5-3 *                | UC Dublin              |
| 2001/02   | Limerick **                                        | 2-2 *                | Derry City             |
| 2002/03   | Geen competitie omdat seizoensstructuur veranderde |                      |                        |
| 2003      | St. Patrick's Athletic                             | 1-0                  | Longford Town          |
| 2004      | Longford Town                                      | 2-1                  | Bohemians              |
| 2005      | Derry City                                         | 2-1                  | UC Dublin              |
| 2006      | Derry City **                                      | 0-0                  | Shelbourne             |
| 2007      | Derry City                                         | 1-0                  | Bohemians              |
| 2008      | Derry City                                         | 6-1                  | Wexford Youths         |
| 2009      | Bohemians                                          | 3-1                  | Waterford United       |
| 2010      | Sligo Rovers                                       | 1-0                  | Monaghan United        |
| 2011      | Derry City                                         | 1-0                  | Cork City              |
| 2012      | Drogheda United                                    | 3-1                  | Shamrock Rovers        |
| 2013      | Shamrock Rovers                                    | 2-0                  | Drogheda United        |
| 2014      | Dundalk                                            | 3-2                  | Shamrock Rovers        |
| 2015      | St. Patrick's Athletic **                          | 0-0                  | Galway United          |
| 2016      | St. Patrick's Athletic                             | 4-1                  | Limerick               |
| 2017      | Dundalk                                            | 3-0                  | Shamrock Rovers        |
| 2018      | Derry City                                         | 3-1                  | Cobh Ramblers          |
| 2019      | Dundalk **                                         | 2-2                  | Derry City             |
| 2020      | –                                                  | competitie gestaakt¹ | –                      |

* Score op totaal in 2 wedstrijden

** Gewonnen na penaltyreeks

¹ Op 20 maart 2020 werd de competitie definitief gestaakt vanwege de Coronapandemie. Enkele wedstrijden in de eerste ronde waren al gespeeld.

## Prestaties per club
| Club                   | Titels | Runners-up | Winnende jaren                                                                    |
| ---------------------- | ------ | ---------- | --------------------------------------------------------------------------------- |
| Derry City             | 11     | 3          | 1988/89, 1990/91, 1991/92, 1993/94, 1999/2000, 2005, 2006, 2007, 2008, 2011, 2018 |
| Dundalk FC             | 7      | 4          | 1977/78, 1980/81, 1986/87, 1989/90, 2014, 2017, 2019                              |
| St. Patrick's Athletic | 4      | 2          | 2000/01, 2003, 2015, 2016                                                         |
| Athlone Town           | 3      | 2          | 1979/80, 1981/82, 1982/83                                                         |
| Cork City              | 3      | 2          | 1987/88, 1994/95, 1998/99                                                         |
| Bohemians              | 3      | 2          | 1974/75, 1978/79, 2009                                                            |
| Limerick FC            | 3      | 2          | 1975/76, 1992/93, 2001/02                                                         |
| Shamrock Rovers        | 2      | 7          | 1976/77, 2013                                                                     |
| Sligo Rovers           | 2      | 3          | 1997/98, 2010                                                                     |
| Galway United          | 2      | 2          | 1985/86, 1996/97                                                                  |
| Waterford United       | 2      | 1          | 1973/74, 1984/85                                                                  |
| Drogheda United        | 2      | 1          | 1983/84, 2012                                                                     |
| Shelbourne FC          | 1      | 3          | 1995/96                                                                           |
| Longford Town          | 1      | 1          | 2004                                                                              |
| Finn Harps             | -      | 3          | -                                                                                 |
| UC Dublin              | -      | 2          | -                                                                                 |
| Wexford Youths         | -      | 1          | -                                                                                 |
| Cork Alberts           | -      | 1          | -                                                                                 |
| Monaghan United        | -      | 1          | -                                                                                 |
| Cobh Ramblers          | -      | 1          | -                                                                                 |